# Raining Men
«Raining Men» — песня, записанная барбадосской певицей Рианной, для её пятого студийного альбома Loud. в записи трека приняла участие тринидадская исполнительница рэпа Ники Минаж. Песня была отправлена на радиостанции 7 декабря 2010 года и получила смешанные оценки от музыкальных критиков, часть из которых хвалила удачный дуэт Рианны и Ники, другая — подвергла критике песню за отсутствие новизны и оригинальности.

## Происхождение
Песня записана при участии Ники Минаж. Рианна говорила: «[Это] действительно забавная песня. Нет ничего лучше оригинала. Песня вполне в быстром темпе, но своего рода изворотливая и прикольная».
Песня выходила только на радио и никогда не выпускалась в качестве официального сингла.

## Отзывы критиков
Песня получила смешанные оценки от музыкальных критиков. Портал Allmusic сказал, что «Raining Men» звучит «незаконченно» и является низшей точкой альбома.
Los Angeles Times: «„Cheers (Drink to That)“ и „Raining Men“ столь же воздушные и энергичные, какими они могут быть, и являются неким поворотом от альбома Rated R. Эти песни будут иметь больший успех, чем смена имиджа певицы. Это её прерогатива как артистки, и она, конечно, это заслужила. Но это подчеркивает один вопрос о Рианне, которым мы всегда задавались — что она в действительности чувствует?». The New York Times: «Рианна и Ники Минаж соприкасаясь с механизированным, вибрирующим битом „Raining Men“, поют и толкуют о бесконечном запасе свободных мужчин». Pitchfork Media: «„Raining Men“ — бесстыдный грабёж у Бейонсе, который быстро бы отвергли, если бы не тот факт, что это довольно чертовски хороший рип Бейонсе с характерно затмевающим куплетом от Ники Минаж». Spin: «„Raining Men“ — лучшая песня альбома, великолепное эксцентричное сотрудничество с Ники Минаж, которое переплетается с их минорными взвинченными высказываниями, сладкозвучной мелодией, растворяющейся в мягком басе, и затмевающе-извивающимся простым словом „really“, которое произносит Ники, не переводя дыхания, вовлекая слушателя в свою полностью сумасшедшую интермедию». BBC Music: «Ники Минаж нападает на великолепную соучастницу преступления в „Raining Men“, её дикая подвижная плавность дополняет холодное и насмешливое содержание, произносимое Рианной». The Guardian описал песню как «бегущий дэнсхолл ритм». New York Daily News: «Рианна в паре с Ники Минаж полностью разрушают диско-стандарт старой группы The Weather Girls — „It’s Raining Men“. Это не вздорная песня о физическом влечении, а самоуверенное заявление о том, что ни один мужчина, рассматривая их в огромном количестве, не должен причинять слишком много беспокойствия». The Washington Post: «Ники Минаж — находчивая исполнительница рэпа, она может примерить на себя дюжину характеров в одной песне, но не в состоянии передать любую мудрость своей коллеге по песне „Raining Men“». NME: «„Raining Men“, смелый, энергичный, сделанный в Америке дуэт с Ники Минаж, которая подыгрывает двум сильным сторонам, как Рианне, так и новой принцессе хип-хопа [себе]». About.com: «[Рианна] посещает край Ники Минаж в „Raining Men“, но никогда не предаётся забвению на новой земле». The Boston Globe: «Raining Men — заимствование оцифровываемого риффа из песни Бейонсе „Diva“, при участии восходящей звезды рэпа Ники Минаж с её безумными рифмами. Основной смысл песни удваивает заклинание альбома: у некоторых кошек действительно есть девять жизней».

## Позиции в чартах
| Чарт (2010-11)                        | Высшее место |
| ------------------------------------- | ------------ |
| Deutsche Black Charts                 | 13           |
| Великобритания (OCC UK Singles)       | 142          |
| США (Billboard Hot R&B/Hip-Hop Songs) | 48           |
| Bubbling Under Hot 100 Singles        | 11           |

## Даты добавления на радио
| Страна | Дата           | Формат                    |
| ------ | -------------- | ------------------------- |
| США    | 7 декабря 2010 | Urban radio               |
| США    | 25 января 2011 | Urban radio (Переиздание) |